# Több X-es szavazás
A több X-es szavazás, tükörfordításban (elfogadó vagy  jóváhagyó szavazás, angolul approval voting), más néven vagy korlátlan szavazás egy olyan egygyőzteses választási rendszer, amelyben minden szavazó tetszőleges számú jelöltet választhat ("X-elhet", „elfogadhat”, avagy „jóváhagyhat”), és az a jelölt lesz a győztes, akit a legtöbb szavazó jóváhagyott. Ez a következőkben különbözik a többi gyakori egygyőzteses rendszertől:
- Az (egy X-es) relatív többségi szavazás során egy választó csak egy jelöltre szavazhat,
- A pontozásos szavazás során a szavazó minden jelöltnek egy pontszámot adhat, és a győztes a legmagasabb összpontszámmal rendelkező jelölt. A elfogadó szavazás matematikailag ez annak a különleges esete, amikor minden pontszámnak 0-nak vagy 1-nek kell lennie

| egyéni jellegű rendszerek | egyszavazatos módszerek                                                       | többszavazatos módszerek |
| ------------------------- | ----------------------------------------------------------------------------- | --- |
| Egymandátumos módszerek   | Egy X-es relatív többségi szavazás (SMP) azonnali többfordulós szavazás (IRV) | korlátozott elfogadó szavazás (limited approval voting) (korlátlan) elfogadó szavazás (approval voting) |
| Többmandátumos módszerek  | egyetlen nem-átruházható szavazat (SNTV) egyetlen átruházható szavazat (STV)  | többszörös nem-átruházható szavazat (MNTV) - blokkszavazás (egyéni listás választási rendszer) - korlátozott blokkszavazás (limited block voting) - korlátlan blokkszavazás (többgyőzteses elfogadó szavazás) többszörös átruházható szavazat (MTV) - preferenciális blokkszavazás |

## Áttekintés

Az elfogadó szavazáson a választó tetszőleges számú jelöltre szavazhat. "Szavazzon tetszőleges számú jelöltre"

A több X-es szavazólapokon a jelöltek listája mellett jelölőnégyzetek láthatók, amik bejelölése szavazatot jelent a jelöltre ( "igen"/"támogatom"/"elfogadom"), üresen hagyva pedig ("nem"/"nem támogatom")
Minden jelölt támogatása külön kérdésként is értelmezhető: "Támogatja-e, hogy X személy betöltse ezt a tisztséget?" vagy "Alkalmasnak tartja Ön ezt a jelöltet a tisztségre?" Az elfogadó, hogy minden választó jelezheti egy, néhány vagy az összes jelölt támogatását és minden szavazat egyformán számít. Úgy is értelmezhető, hogy mindenki ugyanannyi szavazatot kap: jelöltenként egy szavazatot, amiben dönthet, hogy a jelölt mellett vagy ellene adja le. A végső összesítés megmutatja, hogy hány szavazó támogatja az egyes jelölteket, és az a jelölt nyer, akit a legtöbb szavazó támogat.
Azok a szavazólapok, amelyeken a választó minden jelöltet azonosnak jelölt meg (akár igen, akár nem), általában nincsenek hatással a választás eredményére. Minden szavazólap két csoportra osztja a jelölteket: a támogatottak és a nem támogatottak (még akkor is ha az egyik üres halmaz). Mindegyik, a szavazó által jóváhagyott jelöltet előnyben részesítettnek tekintik a nem jóváhagyott jelöltekkel szemben, míg a szavazó preferenciája (rangsora) a jóváhagyott jelöltek között nincs meghatározva (és a nem jóváhagyott jelöltek között sem).

## Használat

### Jelenlegi
Több X-es szavazást több helyen is használnak az Egyesült Államokban helyi választásokon.

### Történelmi
Történelmileg számos olyan szavazási módszert alkalmaztak, amelyek magukban foglalják az elfogadó szavazás szempontjait is:
- "Több X-es" szavazást használtak a pápai konklávékon 1294 és 1621 között[7], azzal a módosítással, hogy az eredményes választáshoz az egyik jelöltnek el kellett érnie a jelenlevők kétharmadának a támogatását, ellenkező esetben újabb fordulóra került sor. Ha több jelölt is több, mint kétharmados eredményt ért el, a forduló szintén eredménytelenül zárult.[8]
- A 13. és 18. század között a Velencei Köztársaság többlépcsős eljárással választotta meg a Velencei Dózsát, amely eljárás véletlenszerű kiválasztást és szavazást is tartalmazott, lehetővé tette több jelölt jóváhagyását, és minősített többségre volt szükség.[9][10]
- Az Egyesült Nemzetek Szervezete főtitkárának kiválasztása "szalmaszavas" jóváhagyási körökből állt, hogy segítsen a konszenzus felfedezésében és kialakításában, mielőtt a Biztonsági Tanácsban hivatalos szavazást tartanak.[11] Az Egyesült Nemzetek Szervezetének 2006-os főtitkár-választása rámutatott, hogy Ban Ki Mun dél-koreai külügyminiszter volt az egyetlen jelölt, aki elfogadható volt a Biztonsági Tanács mind az öt állandó tagja számára, ami az indiai Shashi Tharoor kilépéséhez vezetett, aki a legmagasabb általános jóváhagyási aránnyal bírt.[12]
- A jóváhagyó szavazást a görög parlamenti választásokon is használták, 1864 és 1923 között, majd arányos képviseletre cserélték.[13]

### Politikai szervezetek és joghatóságok
Az Oregoni Független Párt 2011-ben, 2012-ben, 2014-ben és 2016-ban a jóváhagyó szavazást használta a magánkézben tartott jelölési versenyeken. Oregon egy fúziósan szavazó állam, és a párt ezzel a módszerrel keresztjelölt törvényhozókat és tisztségviselőket választ az egész államban; a 2016-os elnökválasztási előválasztáson nem azonosítottak potenciális jelöltet, mivel egyetlen jelölt sem szerzett 32%-nál többet. A párt 2020-ban tért át a STAR szavazás használatára 
A belső választásokon az Amerikai Szolidaritás Pártja, a texasi zöld pártok  és az ohiói , [4] a texasi  és a coloradói , [6] az amerikai modern pártok is használják . Whig  párt, valamint a cseh  és a német kalózpárt .
2018-ban Fargo (Észak-Dakota) elsőként vezetett be elfogadó szavazást az Egyesült Államokban városként. (A korábbi városi biztosi választási 2015 hatfelé oszlottak a szavazatok és csak egy 22%-kal nyerte a relatív többségi szavazást a győztes.) Az első választást 2020. június 9-én tartották, két városi biztos kiválasztásával. Mindkét nyertes több mint 50%-os jóváhagyást kapott, szavazólaponként átlagosan 2,3  jelöltre adtak elfogadó szavazatot a szavazók, és a szavazók 62%-a támogatta az elfogadó szavazásra való átállást. A jóváhagyó szavazás ellenzői közvélemény-kutatást végeztek annak tesztelésére, hogy a választók valóban taktikusan szavaztak-e a Burr-dilemma szerint. Azt találták, hogy azoknak a szavazóknak, akik csak egy jelöltre szavaztak (bullet voting) 30%-a tette stratégiai okokból miatt, míg 57% azért, mert ez volt az őszinte véleménye.
2020-ban a Missouri állambeli St. Louis is bevezette az elfogadó szavazást, pontosabban annak kétfordulós változatát (a két legjobban támogatott jelölt jut tovább a második fordulóba)

### Egyéb szervezetek
A jóváhagyási szavazást több tudós társaság is elfogadta: a Társadalmi Választási és Jóléti Társaság (1992), Mathematical Association of America (1986), az American Mathematical Society, az Institute of Management Sciences (1987). ) (jelenleg Institute for Operations Research and the Management Sciences ), az American Statistical Association (1987), és az Institute of Electrical and Electronics Engineers (1987). Az IEEE igazgatótanácsa 2002-ben visszavonta a jóváhagyási szavazás alkalmazására vonatkozó döntését. Az IEEE ügyvezető igazgatója, Daniel J. Senese kijelentette, hogy a jóváhagyási szavazást elhagyták, mert "kevés tagunk használta, és úgy érezték, hogy már nincs rá szükség". Mivel ezen egyesületek egyike sem számol be eredményekről tagjainak és a nyilvánosságnak, nehéz értékelni Senese állítását, és azt, hogy ez más egyesületekre is igaz-e; Steven Brams elemzése az 1987-es Amerikai Matematikai Szövetség 5 jelöltes elnökválasztásáról azt mutatja, hogy a szavazók 79%-a egy jelöltre, 16%-a 2 jelöltre, 5%-a 3 jelöltre és 1%-a 4 jelöltre szavazott, és a győztes a 3924 szavazó közül 1267 (32%) jóváhagyását szerezte meg.
Lásd még: Többgyőzteses elfogadó szavazás#Használat .

## Hatása a választásokra
A több X-es szavazés egyes szószólói amellett érvelnek, hogy a spoiler hatás megakadályozásával a több X-es növelné a szavazói részvételt és csökkentené a negatív kampányolást. A több X-es szavazás azonban nem minden választási reformer szerint a legjobb megoldás. Az amerikai FairVote (amely szervezet a rangsorolós módszerek mellett kampányol) álláspontja szerint a több X-es szavazásnak három fő hibája van. A több X-es szavazás egy olyan jelölt vereségét eredményezheti, aki abszolút többséget szerezne egy egyszavazatos választáson, egyben lehetővé teheti egy olyan jelölt győzelmét, aki se nem egy X-es, se nem többfordulós vagy azonnali többfordulós szavazás alatt sem nyerne és taktikai szavazásra ösztönöz. Az első két „hibát” a több X-es szavazás hívei előnynek tekintik, mivel ez módszer szerintük így nagyobb eséllyel választ széleskörű vonzerővel bíró centrista jelölteket, nem pedig olyan jelölteket, amelyek csak egy szűkebb többségnek tetszenek. A több X-es módszer támogatói is felhívják a figyelmet, hogy bármely szavazási módszer taktikai szavazás alá esik kettőnél több jelölttel, amint arra Gibbard-Satterwaithe tétel is rámutat.
Egy tanulmány kimutatta, hogy a több X-es szavazás alatt nem ugyanazokat a jelölteket választották volna be (Chirac és Jean-Marie Le Pen) a 2002-es francia elnökválasztáson (az első fordulóban) – helyette Chirac és Jospin jutottak volna tovább. Le Pen nagyon nagy különbséggel, 82,2%-kal 17,8%-ra veszített a második fordulóban, ami annak a jele, hogy nem sikerült megtalálni két legtámogatottabb jelöltet. A több X-es szavazás második forduló nélkül a tanulmány szerint továbbra is Chiracot hozta volna ki győztesnek, de csak 36,7%-os jóváhagyási arány mellett, szemben Jospin 32,9%-ával. Le Pen ebben a tanulmányban 25,1%-ot kapott volna. A valódi előválasztáson az első három helyezett Chirac (19,9%), Le Pen (16,9%) és Jospin (16,2%) volt. A 2012-es francia elnökválasztás során végzett különféle „értékelő szavazási” módszerek (több X-es szavazás és pontozásos szavazás) tanulmányozása kimutatta, hogy az „egyesítő” jelöltek általában jobban, a polarizáló jelöltek pedig rosszabbul teljesítettek az értékelő szavazási módszerekkel, mint a többségi rendszerrel.
A Burr-dilemma általánosított változata vonatkozik a több X-es szavazásra, amikor két jelölt a szavazók ugyanazon alcsoportjához vonzódik. Bár az több X-es szavazás eltér a Burr dilemmában használt szavazási rendszertől, a több X-es szavazás továbbra is általános dilemmát hagyhat a jelölteknek és a szavazóknak, hogy versenyezzenek-e vagy együttműködjenek.
Míg a modern korban viszonylag kevés versenyen alapuló több X-es szavazás volt, ahol a taktikai szavazás valószínűbb, Brams azzal érvel, hogy az több X-es szavazás a gyakorlatban általában a Condorcet-győzteseket választja.   A 2009-es dartmouthi kuratóriumi öregdiák-választáson az elfogadó szavazás alkalmazásának kritikusai az öregdiák szavazók elé terjesztették a végül sikeres visszavonást, azzal érvelve, hogy a rendszer nem a leginkább centrista jelölteket választotta meg. A Dartmouth szerkesztői közleménye szerint "Ha az öregdiák választók nem használják ki a jóváhagyási szavazási folyamat előnyeit, a három szükséges Alumni Tanács jelöltje hajlamos megosztani a többségi szavazatot, ami előnyhöz juttatja a petíciós jelölteket. Az Alumni Tanács jelöltjeinek számának csökkentésével és a hagyományosabb egyszemélyes, egyszavazatos rendszer bevezetésével a kuratóriumi választások demokratikusabbak lesznek, és jobban tükrözik öregdiákbázisunk vágyait." 

## Takitikai szavazás

### Áttekintés
Az több X-es szavazás lehetővé teszi a választók számára, hogy kiválasszák mindazokat a jelölteket, akiket észszerű választásnak tartanak.
A stratégiai jóváhagyási szavazás eltér a rangsorolt választási módszerektől, ahol a szavazók megfordíthatják két lehetőség preferenciájának sorrendjét, ami nagyobb léptékű választás esetén egy népszerűtlen jelölt nyer. A Stratégiai Jóváhagyási szavazás több mint két lehetőséggel azt jelenti, hogy a választó módosítja jóváhagyási küszöbét. A választó dönti el, hogy mely opciók adják ugyanazt a minősítést, még akkor is, ha preferenciasorrend lenne közöttük. Ez taktikai aggodalmakat hagy minden választó számára a második kedvenc jelöltjének jóváhagyásával kapcsolatban, abban az esetben, ha 3 vagy több jelölt van. A második választás jóváhagyása azt jelenti, hogy a választó rontja kedvenc jelöltjének esélyét a győzelemre. Ha nem hagyják jóvá második választásukat és a szavazót, az segít az általa legkevésbé vágyó jelöltnek legyőzni második kedvencét, és talán nyerni.
A jóváhagyó szavazás lehetővé teszi a taktikus egyszavazatot (bullet voting) és a kompromisszumot, miközben immunis a kitolásra és az eltemetésre .
A taktikus egyszavazat akkor jelentkezik, ha a választópolgár csak „a”-t hagyja jóvá helyett „a” és „b” helyett, mert a „b”-re is szavazás azt okozhatja, hogy „a” veszít. A választó elégedett lenne az „a” vagy „b” betűvel, de inkább preferálja az „a”-t. Ha „b” nyerne, ez a feltételezett szavazó továbbra is elégedett lenne, de ha "b" már "a" győzelmét veszélyezteti, a szavazáson ennek megakadályozására nem akarja jóváhagyni.
Kompromisszumról akkor beszélünk, ha a választó egy további jelöltet hagy jóvá, aki egyébként a választó számára elfogadhatatlannak minősül, hogy megakadályozza egy még rosszabb alternatíva nyerését.

### Őszinte szavazás
Jóváhagyás szavazás szakértők leírják őszinte szavazat, mint az „..., hogy közvetlenül tükrözik a valós preferenciáit a választópolgár, vagyis azt, hogy ne jelentse preferenciák" hamisan.”  Azt is ad külön meghatározást egy őszinte jóváhagyó szavazás szempontjából a választó soros preferenciái közül minden olyan szavazat, amelyre ha egy jelöltre szavaz, akkor bármelyik másik jelöltre is szavaz. Ez a meghatározás lehetővé teszi, hogy az őszinte szavazás egyformán kezelje a szigorúan preferált jelölteket, biztosítva, hogy minden választónak legyen legalább egy őszinte szavazata. A meghatározás azt is lehetővé teszi, hogy az őszinte szavazás az egyformán preferált jelölteket eltérő módon kezelje. Ha két vagy több jelölt van, minden választópolgárnak legalább három őszinte jóváhagyó szavazata közül választhat. Az őszinte jóváhagyó szavazatok közül kettő nem tesz különbséget egyik jelölt között sem: egyik jelöltre sem, és az összes jelöltre. Ha három vagy több jelölt van, minden választónak több őszinte jóváhagyó szavazata van, amely megkülönbözteti a jelölteket.

#### Példák
A fenti definíció alapján, ha négy jelölt van, A, B, C és D, és egy választó szigorú preferenciasorrenddel rendelkezik, A-tól B-ig, illetve C-től D-ig, akkor a választópolgár lehetséges őszinte jóváhagyó szavazatai a következők:
- szavazz A-ra, B-re, C-re és D-re
- szavazz A-ra, B-re és C-re
- szavazz A-ra és B-re
- szavazz A-ra
- nem szavazni jelöltekre

Ha ehelyett a választó egyenlő arányban részesíti előnyben a B-t és a C-t, miközben továbbra is A a leginkább preferált jelölt, és D a legkevésbé preferált jelölt, akkor a fenti szavazatok mindegyike őszinte, és a következő kombináció is őszinte szavazat:
- szavazz A-ra és C-re

A fenti szavazatok közötti döntés egyenértékű az önkényes „jóváhagyási határ” döntésével. A küszöbön előnyben részesített összes jelöltet jóváhagyják, a kevésbé előnyben részesített jelölteket nem hagyják jóvá, és a vágási ponttal megegyező jelölteket jóváhagyják vagy nem önkényesen.

### Őszinte stratégia rendes preferenciákkal
Az őszinte szavazónak, akinek több lehetősége van az őszinte szavazásra, továbbra is választania kell, hogy melyik őszinte szavazatot használja. A szavazási stratégia egy módja ennek a választásnak, ebben az esetben a stratégiai jóváhagyási szavazás az őszinte szavazást foglalja magában, nem pedig annak alternatívája. Ez eltér a többi szavazási rendszertől, amelyekben jellemzően egyedi őszinte szavazás történik egy választóra.
Ha három vagy több jelölt van, a jóváhagyó szavazás győztese attól függően változhat, hogy melyik őszinte szavazatot használják fel. Egyes esetekben a jóváhagyó szavazás őszintén megválaszthatja bármelyik jelöltet, beleértve a Condorcet győztesét és a Condorcet vesztesét is, anélkül, hogy a szavazói preferenciák megváltoznának. Amennyiben a Condorcet-győztes megválasztása és a Condorcet-vesztes megválasztása kívánatos eredménynek tekinthető egy szavazási rendszer számára, a jóváhagyó szavazás kiszolgáltatottnak tekinthető az őszinte, stratégiai szavazással szemben. Bizonyos értelemben azok a körülmények, ahol ez megtörténhet, robusztusak, és nem elszigetelt esetek. Másrészt a lehetséges kimenetelek sokféleségét a jóváhagyó szavazás erényeként is bemutatták, ami a jóváhagyó szavazás rugalmasságát és reakciókészségét jelenti, nemcsak a választói sorrendi preferenciák, hanem a kardinális hasznosságok tekintetében is.

#### Dichotóm preferenciák
A jóváhagyó szavazás elkerüli a többszörös őszinte szavazást olyan speciális esetekben, amikor a választók dichotóm preferenciái vannak . A dichotóm preferenciákkal rendelkező szavazók számára a jóváhagyási szavazás stratégia-biztos (más néven stratégia-mentes).  Ha minden szavazó dichotóm preferenciákkal rendelkezik, és az őszinte, stratégiabiztos szavazásra szavaz, a jóváhagyó szavazás garantáltan megválasztja a Condorcet győztest, ha van ilyen.  A dichotóm preferenciák azonban nem jellemzőek három vagy több jelölt esetén. Valószínűtlen az a helyzet, hogy minden választópolgár dichotóm preferenciái vannak, ha néhány szavazónál több van.
A dichotóm preferenciák azt jelentik, hogy a választó kétszintű preferenciákkal rendelkezik a jelöltek iránt. Valamennyi jelöltet két csoportra osztják úgy, hogy a választó közömbös az ugyanabban a csoportban szereplő két jelölt között, és a legfelső szintű csoport bármely jelöltjét előnyben részesítik az alsó szintű csoport bármely jelöltjével szemben.  Az a választó, aki szigorú preferenciákat választ három jelölt között – A-t B-re, B-t pedig C-re preferál –, nem rendelkezik dichotóm preferenciákkal.
Stratégiabiztosnak lenni egy választó számára azt jelenti, hogy a választó egyedi módon szavazhat, amely stratégiailag a legjobb szavazási mód, függetlenül attól, hogy mások hogyan szavaznak. A jóváhagyó szavazásnál a stratégia-biztos szavazás, ha létezik, őszinte szavazás. 

#### Jóváhagyási küszöb
A többszörös őszinte szavazat kezelésének másik módja az, hogy a sorszámú preferencia modellt jóváhagyási vagy elfogadási küszöbértékkel bővítjük. A jóváhagyási küszöb az összes jelöltet két csoportra osztja, azokra, amelyeket a választó jóváhagy, és azokra, amelyeket a választó nem hagy jóvá. Egy választó egynél több jelöltet is jóváhagyhat, és mégis előnyben részesít egy jóváhagyott jelöltet egy másik jóváhagyott jelölttel szemben. Az elfogadási küszöbök hasonlóak. Ilyen küszöb mellett a választó egyszerűen minden jelöltre szavaz, aki eléri vagy meghaladja a küszöböt.
Küszöbben történő szavazás esetén továbbra is lehetséges, hogy nem a Condorcet győztesét választják meg, hanem a vesztes Condorcet-ot választják, ha mindkettő létezik. Steven Brams szerint azonban ez inkább a jóváhagyási szavazás erősségét, mint gyengeségét jelenti. Konkrétumok megadása nélkül amellett érvel, hogy a választók pragmatikus megítélése arról, hogy mely jelöltek elfogadhatók, elsőbbséget élvezzen a Condorcet-kritériummal és más társadalmi választási kritériumokkal szemben.

### Stratégia kardinális segédprogramokkal
A jóváhagyás alatt álló szavazási stratégiát a jóváhagyó szavazás két egymással versengő jellemzője vezérli. Egyrészt a jóváhagyó szavazás nem teljesíti a későbbi ártatlanság kritériumát, így egy jelöltre szavazás azt eredményezheti, hogy az adott jelölt nyer a szavazó által jobban kedvelt jelölt helyett. Másrészt a jóváhagyó szavazás teljesíti a monotonitás feltételét, tehát ha nem szavaz egy jelöltre, az sohasem segítheti a jelölt győzelmét, de a jelölt vereséget okozhat egy kevésbé preferált jelölttel szemben. Akárhogy is, a választó kockáztathatja, hogy kevésbé preferált választási győztest kapjon. A választó úgy tudja egyensúlyba hozni a kockázat-haszon kompromisszumot, hogy figyelembe veszi a szavazó alapvető hasznosságát, különösen a von Neumann–Morgenstern hasznossági tételen keresztül, és mások szavazásának valószínűségét.
A Myerson és Weber által leírt racionális szavazói modell egy jóváhagyási szavazási stratégiát határoz meg, amely azokra a jelöltekre szavaz, akiknek pozitív leendő értékelése van. Ez a stratégia abban az értelemben optimális, hogy maximalizálja a szavazó várható hasznosságát, a modell korlátaitól függően, és feltéve, hogy a többi szavazó kellően nagy.
Az optimális jóváhagyó szavazat mindig a leginkább preferált jelöltre szavaz, nem pedig a legkevésbé preferált jelöltre. Az optimális szavazáshoz azonban szükség lehet arra, hogy egy jelöltre szavazzanak, és ha 4 vagy több jelölt van, akkor nem kell egy előnyösebb jelöltre szavazni.
- Szavazz azokra a jelöltekre, akik átlagon felüli hasznossággal rendelkeznek. Ez a stratégia egybeesik az optimális stratégiával, ha a választó úgy gondolja, hogy minden párkapcsolat egyformán valószínű.[55]
- Szavazz minden olyan jelöltre, akit előnyben részesítenek a várt nyertesnél, és szavazz a várható nyertesre is, ha a várható győztes preferált, mint a második helyezett. Ez a stratégia egybeesik az optimális stratégiával, ha három vagy kevesebb jelölt van, vagy ha a várható győztes és a várható második helyezett közötti döntetlen elfordulási valószínűsége kellően nagy a többi pivot valószínűséghez képest. Ez a stratégia, ha minden szavazó alkalmazza, egyensúly esetén a Condorcet-győztes megválasztását jelenti, ha létezik.[63]
- Csak a leginkább preferált jelöltre szavazzon. Ez a stratégia egybeesik az optimális stratégiával, ha csak egy jelölt van pozitív leendő értékeléssel.

Egy másik stratégia az, hogy a jelöltek felső felére szavazunk, azokra a jelöltekre, akiknek a haszna a medián felett van. Amikor a választó úgy gondolja, hogy mások véletlenszerűen és egyenletesen osztják ki szavazataikat, a stratégia maximalizálja a szavazó erejét vagy hatékonyságát, vagyis maximalizálja annak valószínűségét, hogy a választó dönti el, melyik jelölt nyer. 
Az optimális stratégiai jóváhagyási szavazás nem felel meg a Condorcet-kritériumnak, és Condorcet vesztesét választhatja. A stratégiai jóváhagyási szavazás bizonyos különleges körülmények között garantálhatja a Condorcet győztesének megválasztását. Például, ha minden szavazó racionális és stratégiailag optimális szavazatot ad le, azon a közös ismerete alapján, hogy az összes többi szavazó hogyan szavaz, kivéve a kis valószínűségű, statisztikailag független hibákat a szavazatok rögzítésében, akkor a Condorcet győztes lesz, ha egy létezik.

### Stratégia példák
Az itt leírt választási példa esetében tegyük fel, hogy az egyes frakciók szavazói a következő von Neumann–Morgenstern-eszközökön osztoznak, 0 és 100 közötti intervallumra illesztve. A közművek összhangban vannak a korábban megadott rangsorolással, és azt tükrözik, hogy az egyes frakciók erősen preferálják városukat, szemben az egyéb tényezők, például a többi várostól való távolság gyengébb preferenciáival.
|                                   | Jelöltek | Jelöltek  | Jelöltek    | Jelöltek  |         |
| A szavazók töredéke (közel lakik) | Memphis  | Nashville | Chattanooga | Knoxville | Átlagos |
| --------------------------------- | -------- | --------- | ----------- | --------- | ------- |
| Memphis (42%)                     | 100      | 15        | 10          | 0         | 31.25   |
| Nashville (26%)                   | 0        | 100       | 20          | 15        | 33,75   |
| Chattanooga (15%)                 | 0        | 15        | 100         | 35        | 37.5    |
| Knoxville (17%)                   | 0        | 15        | 40          | 100       | 38,75   |

Ezekkel a segédprogramokkal a választók az alapján választják ki az optimális stratégiai szavazataikat, hogy szerintük mi a különböző forgási valószínűség a páronkénti kapcsolatokhoz. Az alábbiakban összefoglalt forgatókönyvek mindegyikében minden szavazó közös elfordulási valószínűséggel rendelkezik.
|                                |                  |                   | A jelöltek szavazatai összesen | A jelöltek szavazatai összesen | A jelöltek szavazatai összesen | A jelöltek szavazatai összesen |
| Stratégiai forgatókönyv        | Győztes          | Második helyezett | Memphis                        | Nashville                      | Chattanooga                    | Knoxville                      |
| ------------------------------ | ---------------- | ----------------- | ------------------------------ | ------------------------------ | ------------------------------ | ------------------------------ |
| Nincs információ               | Memphis          | Chattanooga       | 42                             | 26                             | 32                             | 17                             |
| Memphis vezeti a Chattanoogát  | Hármas döntetlen | Hármas döntetlen  | 42                             | 58                             | 58                             | 58                             |
| Chattanooga vezeti Knoxville-t | Chattanooga      | Nashville         | 42                             | 68                             | 83                             | 17                             |
| Chattanooga vezeti Nashville-t | Nashville        | Memphis           | 42                             | 68                             | 32                             | 17                             |
| A Nashville vezeti a Memphist  | Nashville        | Memphis           | 42                             | 58                             | 32                             | 32                             |

Az első forgatókönyvben a választók mindannyian azon a feltételezésen alapulnak, hogy minden páronkénti kapcsolat egyformán valószínű. Ebből kifolyólag bármelyik jelöltre szavaznak, akinek átlagon felüli a hasznossága. A legtöbb szavazó csak az első választásra szavaz. Csak a knoxville-i frakció szavaz a második választásra, a Chattanoogára. Ennek eredményeként a győztes a Condorcet vesztes, Memphis, a második helyen Chattanooga végzett. Ebben a forgatókönyvben a győztes kisebbségi jóváhagyással rendelkezik (több szavazó elutasította, mint jóváhagyta), a többiek pedig még kevesebbet támogattak, ami azt az álláspontot tükrözi, hogy a választók többsége számára egyetlen választás sem adott átlagon felüli hasznot.
A második forgatókönyv szerint az összes szavazó azt várja, hogy Memphis a valószínű győztes, hogy Chattanooga a valószínű második, és hogy a Memphis-Chattanooga döntetlen elfordulási valószínűsége sokkal nagyobb, mint bármely más pár elfordulási valószínűsége. nyakkendők. Ennek eredményeként minden választó arra a jelöltre szavaz, akit jobban szeretne, mint a vezető jelöltre, és akkor is szavaz a vezető jelöltre, ha azt a jelöltet részesíti előnyben, mint a várt második helyezettet. Minden fennmaradó forgatókönyv az elvárások és a szavazási stratégiák hasonló mintáját követi.
A második forgatókönyv szerint háromszoros döntetlen van az első helyért. Ez azért van így, mert a várható győztes, Memphis a Condorcet vesztese volt, és minden olyan szavazó is az utolsó helyen végzett, aki nem az első helyen végzett.
Csak az utolsó forgatókönyvben egyezik meg a tényleges győztes és a második helyezett a várt nyertessel és második helyezettel. Ennek eredményeként ez egy stabil stratégiai szavazási forgatókönyvnek tekinthető. A játékelmélet nyelvén ez egy "egyensúly". Ebben a forgatókönyvben a győztes egyben a Condorcet is.

### Dichotóm levágás
Mivel ez a szavazási módszer kardinális, nem pedig sorszámú, lehetséges a választókat úgy modellezni, hogy az ne egyszerűsödjön le ordinálisra. A szavazók „dichotóm határvonallal” való modellezése feltételezi, hogy egy szavazónak van egy elmozdíthatatlan jóváhagyási határa, miközben jelentős kardinális preferenciákkal rendelkezik. Ez azt jelenti, hogy ahelyett, hogy a legjobb 3 jelöltre szavaznának, vagy az összes jelöltre az átlagos jóváhagyás felett (ami azt eredményezheti, hogy szavazatuk megváltozik, ha egy jelölt kiesik, ami egy olyan rendszert eredményez, amely nem elégíti ki az IIA-t), hanem az összes jelöltre szavaznak. egy bizonyos jóváhagyási „küszöb” felett, amelyet eldöntöttek. Ez a küszöb nem változik, függetlenül attól, hogy melyik jelölt és hány jelölt indul, így amikor az összes rendelkezésre álló alternatíva a küszöb felett vagy alatt van, a választó az összes jelöltre vagy egyikre sem szavaz, annak ellenére, hogy egyes jelölteket preferál másokkal szemben. Ez elképzelhető egy olyan esetnek, amikor sok szavazó jogfosztottá és apatikussá válik, ha nem lát olyan jelöltet, akit jóváhagyna. Egy ilyen esetben sok választónak lehet egy belső elzárása, és nem egyszerűen a legjobb 3-ra, vagy az átlag feletti jelöltekre szavazna, bár ez nem jelenti azt, hogy ez feltétlenül mozdíthatatlan.
Például ebben a forgatókönyvben a választók 50% feletti jóváhagyással rendelkező jelöltekre szavaznak (a vastag betű azt jelenti, hogy a választók a jelöltre szavaztak):
| A választók aránya | A jelölt jóváhagyása | B. jelölt jóváhagyása | C. jelölt jóváhagyása | D. jelölt jóváhagyása | Átlagos jóváhagyás |
| ------------------ | -------------------- | --------------------- | --------------------- | --------------------- | ------------------ |
| 25%                | 90%                  | 60%                   | 40%                   | 10%                   | 50%                |
| 35%                | 10%                  | 90%                   | 60%                   | 40%                   | 50%                |
| 30%                | 40%                  | 10%                   | 90%                   | 60%                   | 50%                |
| 10%                | 60%                  | 40%                   | 10%                   | 90%                   | 50%                |

C nyer a szavazók 65%-ával, megelőzve B-t 60%-kal, D-t 40%-kal és A-t 35%-kal.
Ha a választópolgárok szavazati küszöbe az, hogy a jelölt átlagon felüli tetszéssel rendelkezik, vagy a két legelfogadottabb jelöltjükre szavaznak, ez nem dichotóm elhatárolás, mivel ez a jelöltek kiesése esetén változhat. Másrészt, ha a szavazók szavazati küszöbe rögzített (mondjuk 50%), ez egy dichotóm küszöb, és az alábbiak szerint megfelel az IIA-nak:
| A választók aránya | A jelölt jóváhagyása | B. jelölt jóváhagyása | C. jelölt jóváhagyása | D. jelölt jóváhagyása | Átlagos jóváhagyás |
| ------------------ | -------------------- | --------------------- | --------------------- | --------------------- | ------------------ |
| 25%                | –                    | 60%                   | 40%                   | 10%                   | 37%                |
| 35%                | –                    | 90%                   | 60%                   | 40%                   | 63%                |
| 30%                | –                    | 10%                   | 90%                   | 60%                   | 53%                |
| 10%                | –                    | 40%                   | 10%                   | 90%                   | 47%                |

B most 60%-kal nyer, C 55%-kal, D 40%-kal.
| A választók aránya | A jelölt jóváhagyása | B. jelölt jóváhagyása | C. jelölt jóváhagyása | D. jelölt jóváhagyása | Átlagos jóváhagyás |
| ------------------ | -------------------- | --------------------- | --------------------- | --------------------- | ------------------ |
| 25%                | –                    | 60%                   | 40%                   | 10%                   | 37%                |
| 35%                | –                    | 90%                   | 60%                   | 40%                   | 63%                |
| 30%                | –                    | 10%                   | 90%                   | 60%                   | 53%                |
| 10%                | –                    | 40%                   | 10%                   | 90%                   | 47%                |

Dichotóm levágás esetén C továbbra is nyer.
| A választók aránya | A jelölt jóváhagyása | B. jelölt jóváhagyása | C. jelölt jóváhagyása | D. jelölt jóváhagyása | Átlagos jóváhagyás |
| ------------------ | -------------------- | --------------------- | --------------------- | --------------------- | ------------------ |
| 25%                | 90%                  | 60%                   | 40%                   | –                     | 63%                |
| 35%                | 10%                  | 90%                   | 60%                   | –                     | 53%                |
| 30%                | 40%                  | 10%                   | 90%                   | –                     | 47%                |
| 10%                | 60%                  | 40%                   | 10%                   | –                     | 37%                |

B most 70%-kal nyer, C-t és A-t 65%-kal.
| A választók aránya | A jelölt jóváhagyása | B. jelölt jóváhagyása | C. jelölt jóváhagyása | D. jelölt jóváhagyása | Átlagos jóváhagyás |
| ------------------ | -------------------- | --------------------- | --------------------- | --------------------- | ------------------ |
| 25%                | 90%                  | 60%                   | 40%                   | –                     | 63%                |
| 35%                | 10%                  | 90%                   | 60%                   | –                     | 53%                |
| 30%                | 40%                  | 10%                   | 90%                   | –                     | 47%                |
| 10%                | 60%                  | 40%                   | 10%                   | –                     | 37%                |

Dichotóm levágás esetén C továbbra is nyer.

## Szavazási rendszerek kritériumainak való megfelelés
A legtöbb matematikai kritérium, amellyel a szavazási rendszereket összehasonlítják, a soros preferenciával rendelkező szavazók számára készült. Ebben az esetben a jóváhagyó szavazás megköveteli a szavazóktól, hogy további döntést hozzanak arról, hogy hol helyezzék el a jóváhagyási határt (lásd a fenti példákat). A döntés meghozatalának módjától függően a jóváhagyó szavazás különböző kritériumoknak felel meg.
Nincs végső felhatalmazás, hogy mely kritériumokat kell figyelembe venni, de a következők azok a kritériumok, amelyeket sok szavazási teoretikus elfogad és kívánatosnak tart:
- Korlátlan tartomány – A választópolgárnak bármilyen preferencia-sorrendje lehet az alternatívák között.
- Nem diktatúra – Nincs olyan szavazó, akinek az alternatívák preferálása mindig meghatározza az eredményt, függetlenül a többi szavazó preferenciáitól.
- Pareto-hatékonyság – Ha minden szavazó az A jelöltet részesíti előnyben az összes többi jelöltnél, akkor A-t kell megválasztani. ( Nyíl lehetetlenségi tételéből )
- Többségi kritérium – Ha létezik olyan többség, amelyik egyetlen jelöltet az összes többi jelöltnél magasabb rangsorba helyez (vagy értékel), mindig az a jelölt nyer?
- Monotonitás kritériuma – Lehetetlen veszíteni egy győztes jelöltet azzal, hogy feljebb rangsorolják a jelöltet, vagy egy vesztes jelöltet nyerni azzal, hogy lejjebb helyezik a jelöltet?
- Konzisztencia kritériuma – Ha a választók két részre oszlanak, és egy választás mindkét részben nyer, akkor összességében mindig nyer?
- Részvételi kritérium – Mindig jobb őszintén szavazni, mint egyáltalán nem szavazni? (Ez a különálló, de hasonló konzisztenciakritériummal van csoportosítva az alábbi táblázatban.[65]
- Condorcet-kritérium – Ha egy jelölt páronkénti összehasonlításban minden más jelöltet legyőz, mindig az a jelölt nyer? (Ez magában foglalja a fenti többségi kritériumot)
- Condorcet vesztes kritériuma – Ha egy jelölt páronkénti összehasonlításban veszít az összes többi jelölttel szemben, az a jelölt mindig veszít?
- Függetlenség a nem releváns alternatíváktól – Ugyanaz az eredmény a nem nyertes jelöltek hozzáadása vagy eltávolítása után?
- A klónok függetlenségének kritériuma – Ugyanaz az eredmény, ha a meglévő jelöltekkel azonos jelölteket adunk hozzá?
- Fordított szimmetria – Ha az egyes szavazók egyéni preferenciáit megfordítják, soha nem az eredeti győztes nyer?

A jóváhagyó szavazás akkor teljesíti a kölcsönös többségi és Smith-kritériumot, ha a választók preferenciái dichotóm; ennek az az oka, hogy az lesz a győztes, akit a legtöbb szavazó mindenekelőtt előnyben részesít, vagy aki más jelöltekhez kötődik, de a holtversenyben lévő jelöltek csoportját több szavazó preferálja, mint bármely, a csoportban nem szereplő jelöltet.

## Egyéb kérdések és összehasonlítások
- A jóváhagyó szavazás lehetővé teszi a szavazók számára, hogy kompromisszumos szavazatot adjanak anélkül, hogy elhagynák kedvenc jelöltjüket, mindaddig, amíg a választók elfogadják a kompromisszumos szavazás lehetőségét, amely kedvencük vereségét eredményezi. A plurális szavazás oda vezethet, hogy a választók feladják első választásukat, hogy segítsenek a „kisebb rossz” győzelmében.
- A jóváhagyási szavazás azonban arra kényszeríti a választókat, hogy szembenézzenek egy kezdeti szavazási taktikai döntéssel, hogy szavazzanak-e (vagy jóváhagyják-e ) a másodikként választott jelöltjüket vagy sem. Előfordulhat, hogy a választó megtartja kedvenc jelöltjének preferenciáját a második választásával szemben. Ez azonban nem teszi lehetővé, hogy ugyanaz a szavazó kifejezze a második választását a másikkal szemben.
- A jóváhagyó szavazatokat meg lehet számolni a meglévő, többes választásokra tervezett gépekkel, mivel a szavazatokat leadják, így a választások után azonnal elérhetővé válik a végső összesítés, a felszerelés fejlesztése nélkül. A jóváhagyások számlálása elvégezhető helyi szinten, és kényelmesen összegezhető regionális vagy országos szinten.
- Ha a választók őszinték, a jóváhagyó szavazás legalább olyan gyakran választaná meg a centristákat, mint az egyes szélsőségek mérsékeltjeit. Ha a viszonylag szélsőséges jelöltek támogatói nem őszinték, és "golyószavazattal" szavaznak az első választásra, akkor segíthetnek a jelöltnek legyőzni egy kompromisszumos jelöltet, aki nyert volna, ha minden szavazó őszinte preferenciáit választja.
- Ha a választók őszinték, azoknak a jelölteknek, akik megpróbálnak megnyerni egy jóváhagyó szavazást, akár 100%-os jóváhagyásra is szükségük lehet ahhoz, hogy legyőzzék egy erős versenytársukat, és ehhez mindenki számára igazságos megoldásokat kell találniuk. Egy jelölt azonban megnyerheti a pluralitási versenyt, ha sok kedvezményt ígér egyszerű többségnek vagy akár több szavazónak a kisebb szavazócsoportok rovására.
- A jóváhagyó szavazás nem teljesíti a többségi kritériumot, mert nem mindig választják meg azt a jelöltet, akit a választók többsége előnyben részesít. Egyes esetekben a jóváhagyási szavazás azt a jelöltet választja meg, akinek összességében nagyobb a haszna, mint a puszta többség által preferált jelöltnek, ha a többség egy kompromisszumos jelöltet is jóváhagy, amely magában foglalja a kisebbség képviseletét is. Más esetekben, ha a választásokon három vagy több jelölt van, a jóváhagyási szavazás nem fogja megválasztani azt a jelöltet, aki a többség által is előnyben részesítette a nagyobb általános hasznosságot, ha a többségi állásponton belül kevésbé mérsékelt jelölt elegendő jóváhagyást szerez a többségtől a győzelemhez, míg a mag a kevésbé mérsékelt jelölt támogatói válogatósabbak (azaz csak a szélsőséges jelöltre szavaznak), így egy harmadik jelentős kisebbség képviselet nélkül marad. Megbukhat egy másik többségi kritérium is, amennyiben a győztes a szavazatok kevesebb mint felével nyerhet.
- Tegyük fel, hogy egy jelöltet (mondjuk egészségügyi okokból) az előválasztás és a pártgyűlés között kizárnak. A plurális szavazással azok a szavazók, akik a kiesett jelöltet támogatták, elvesztik a franchise-t. A jóváhagyó szavazás a szavazók képviseletét biztosítja, jóváhagyásukat a fennmaradó jelöltek közé számítva.
- A beírások nélküli jóváhagyó szavazás könnyen visszafordítható elutasító szavazattá, ha egy választást elutasítanak, ahogy azt a politika más intézkedései (pl. képviselői visszahívás ) már megkövetelik.
- A többes szavazással ellentétben a jóváhagyó szavazás lehetővé teszi a szavazók számára, hogy blokkoljanak egy jelöltet úgy, hogy egy helyett több alternatívára szavaznak, növelve az alternatíva nyerési valószínűségét.
- A vitás választásokon a szervezett szavazók nagy csoportjaival, akik a kedvenc jelöltjüket messzemenően előnyben részesítik minden mással szemben, a jóváhagyó szavazás visszatérhet pluralitásos szavazásra . Egyes szavazók csak az egyetlen előnyben részesített jelöltjüket támogatják, ha a többi jelöltet inkább az általuk preferált jelölt versenytársának tekintik, semmint kompromisszumos választásnak. A pontozás és a többségi ítélet lehetővé teszi ezeknek a szavazóknak, hogy közbenső jóváhagyási értékelést adjanak, de a szavazás bonyolultabbá tétele és a szavazatok hosszabb számlálása árán.

## Változatok és általánosítások
A jóváhagyási szavazás néhány változata és általánosítása:
- Többgyőzteses elfogadó szavazás – olyan variációk, amelyekben egyetlen győztes helyett több jelölt is megválasztható.
- Töredékes jóváhagyási szavazás – a választás eredménye egy elosztás – minden jelölthez egy töredéket rendel.
- Pártjóváhagyási szavazás – a választók pártokat hagynak jóvá, nem pedig egyéni jelölteket.
- Kombinált jóváhagyási szavazás – a pontozásos szavazás 3 fokozatú formája, amely (-1, 0, +1) vagy (0, 1, 2) skálát használ.
- Pontszavazás (más néven tartományszavazás) – minden szavazó tetszőleges pontszámot adhat bármely szavazónak, nem csak 0-t vagy 1-et.